# Henri Marie Ducrotay de Blainville

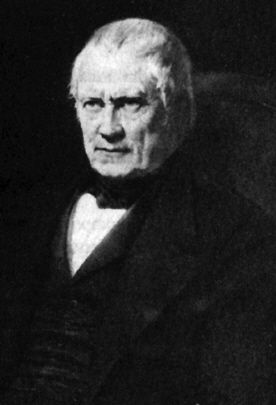
Henri Marie Ducrotay de Blainville (1777 - 1850)

Henri Marie Ducrotay de Blainville (Arques-la-Bataille nabij Dieppe, 12 september 1777 – Parijs, 1 mei 1850) was een Frans zoöloog.
Hij bestudeerde verschillende diergroepen en was de opvolger van Lamarck en later van Cuvier. Hij is tevens de auteur van verschillende waardevolle werken.

## Publicaties
- 1810 - Note sur plusieurs espèces de squales, confondues sous le nom de Squalus maximus de Linnée. Journal de Physique, de Chimie et d'Histoire Naturelle 71: 248-259, pl.2
- 1810 - Note sur plusieurs espèces de squales, confondues sous le nom de Squalus maximus de Linnée. Nouveau Bulletin des Sciences 2(38): 169-171
- 1811 - Sur le Squalus peregrinus. Bulletin de la Société Philomathique de Paris 2: 365-368
- 1816 - Prodrome d'une nouvelle distribution du règne animal. Bulletin de la Société Philomathique de Paris 8: 105-112 [sic voor 113-120] +121-124
- 1818 - Sur les ichthyolites ou les poissons fossiles. Nouveau Dictionnaire d'Histoire Naturelle, appliquée aux arts, à l'economie rurale et domestique, à la Medicine, etc. (Nouv. edit) 27: 310-395
- 1822 - De l'Organisation des animaux. (onvoltooid)
- 1825 - Vertébrës. Class V. Poissons. In: L.P. Vieillot, et al., Faune Française; ou histoire naturelle, générale et particuliére des animaux qui se trouvent en France band 13 & 14: 1-96, pls. 1-24
- 1839-1864 - Ostéographie ou description iconographique comparée du squelette et du système dentaire des mammifères récents et fossiles
- 1829 en 1833 - Cours de physiologie générale et comparée
- 1825-1827 - Manuel de malacologie et de conchyliologie
- 1845 - Histoire des sciences de l'organisme
- 1834 - Manuel d'Actinologie et de Zoologie
- Principes fondamentaux de la physiologie et de la zoologie

- Biblioteca Nacional de Chile: 000494136
- Biblioteca Nacional de España: XX5545365
- Bibliothèque nationale de France: cb12347144c (data)
- Author citation (botany): Blainv.
- CiNii: DA16745178
- Gemeinsame Normdatei: 116234563
- International Standard Name Identifier: 0000 0000 8077 8752
- Library of Congress Control Number: n88664884
- Nationale bibliotheek van Australië: 35923985
- Nederlandse Thesaurus van Auteursnamen: 071797521
- Réseau des bibliothèques de Suisse occidentale: 02-A000020655
- LIBRIS: 307347
- SNAC: w6k942qz
- Système universitaire de documentation: 032442157
- Museum of New Zealand Te Papa Tongarewa: 51388
- Trove: 1147709
- Virtual International Authority File: 76391064
- WorldCat: E39PBJjHgT9CTWY8MBXHQTDDv3